# NGC 4237
NGC 4237 ist eine Balken-Spiralgalaxie mit aktivem Galaxienkern vom Hubble-Typ SABbc im Sternbild Haar der Berenike am Nordsternhimmel. Sie ist schätzungsweise 37 Millionen Lichtjahre von der Milchstraße entfernt und hat einen Durchmesser von etwa 25.000 Lj. Unter der Katalognummer VCC 226 wird sie als Mitglied des Virgo-Galaxienhaufens gelistet.
Im selben Himmelsareal befinden sich u. a. die Galaxien NGC 4262, IC 781, IC 3077, IC 3096.
Das Objekt wurde am 30. Dezember 1783 von dem Astronomen William Herschel mit Hilfe seines 18,7 Zoll-Spiegelteleskops entdeckt.

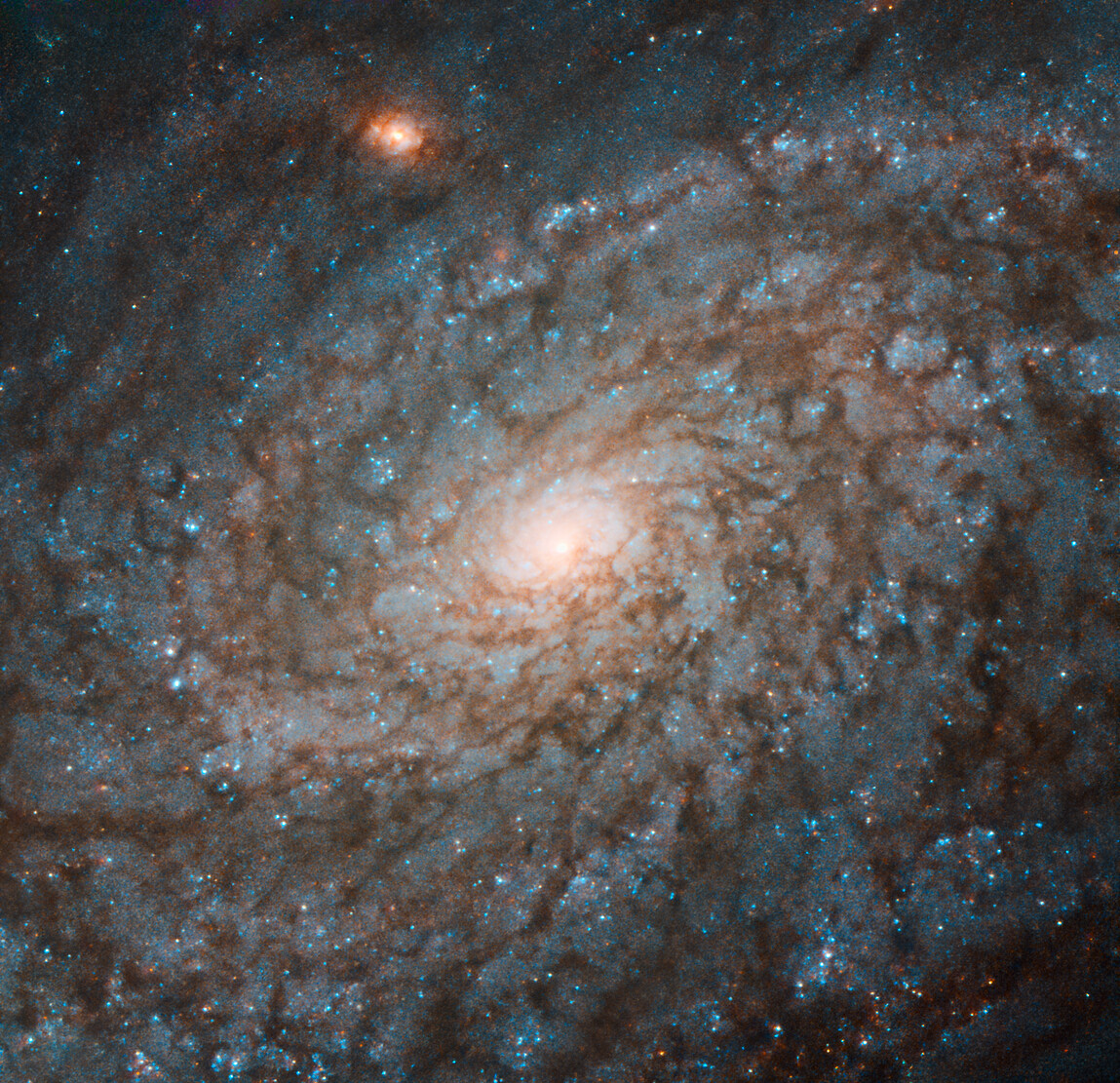
Detailaufnahme des Hubble-Teleskops